# Patemon (Bungatan)
Patemon is een bestuurslaag in het regentschap Situbondo van de provincie Oost-Java, Indonesië. Patemon telt 2256 inwoners (volkstelling 2010).